# Kalifornischer Seelöwe
Der Kalifornische Seelöwe (Zalophus californianus) ist eine Ohrenrobbe, die an den nordamerikanischen Küsten des Pazifiks verbreitet ist.
Früher wurde er neben dem Galápagos-Seelöwen (Zalophus wollebaeki) und dem ausgestorbenen Japanischen Seelöwen (Zalophus japonicus) als Unterart einer gemeinsamen Art geführt.

## Merkmale

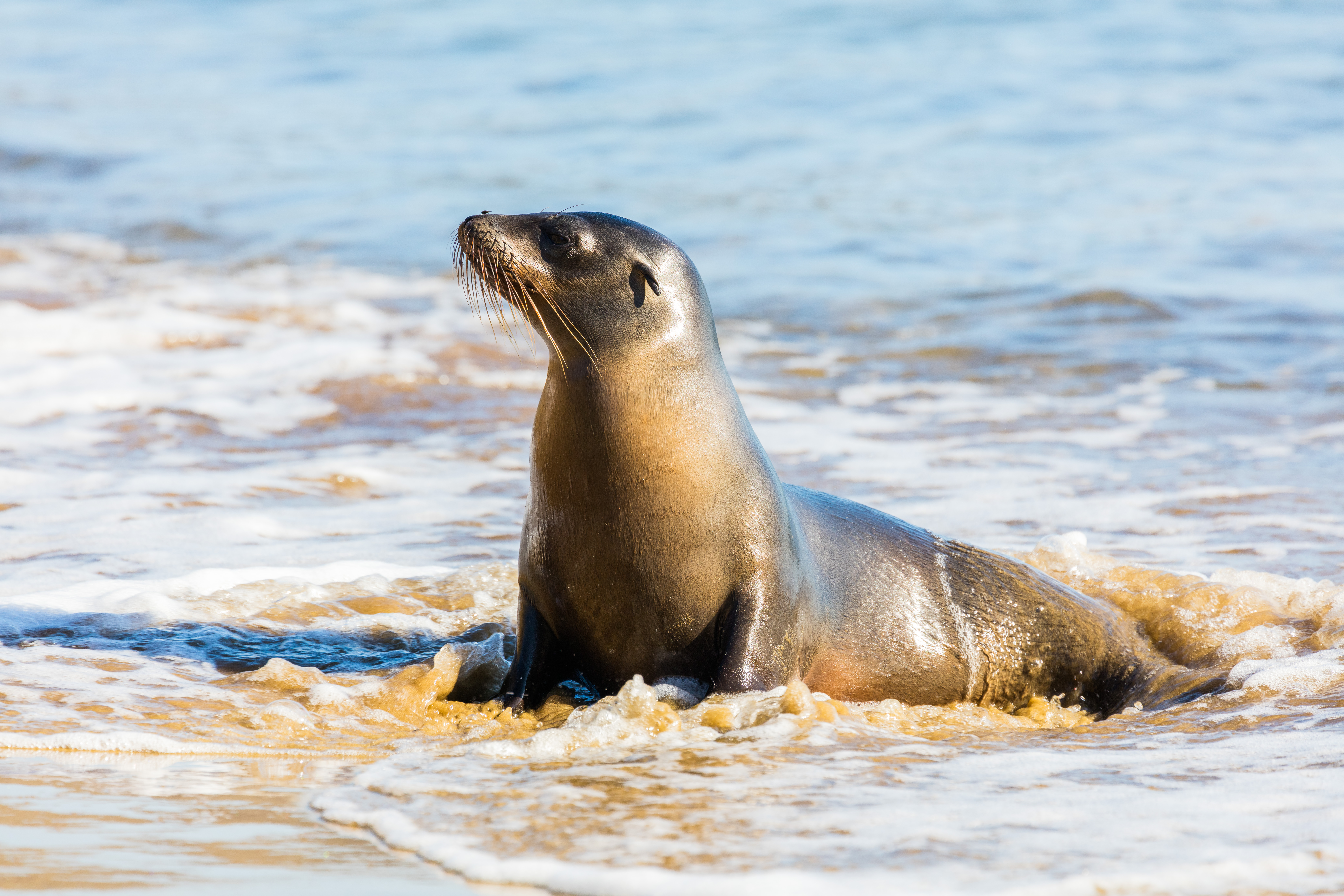
Kalifornischer Seelöwe am Strand von San Cristóbal

Obwohl er mit anderen Seelöwen (Stellerscher Seelöwe, Neuseeländischer Seelöwe) verwandt ist, unterscheidet sich der Kalifornische Seelöwe in seiner Gestalt von ihnen. Er ist schlanker, sein Kopf ist zugespitzt und die für andere Seelöwen typische Mähne der Bullen fehlt. Männchen werden bis zu 220 Zentimeter lang und 400 Kilogramm schwer, Weibchen kommen auf 180 Zentimeter und 90 Kilogramm. Bullen sind dunkelbraun gefärbt, Kühe sind deutlich heller.

## Verbreitung

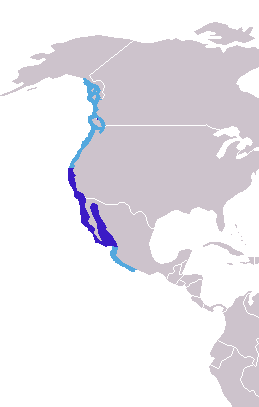
Verbreitung:
dunkelblau: Kolonien der Unterart californianus
hellblau: wandernde Einzeltiere

Der (Eigentliche) Kalifornische Seelöwe hat seine Kolonien an den Küsten Kaliforniens und Nordmexikos; besonders prominent ist er auf Inseln vertreten, zum Beispiel auf den Channel Islands. Außerhalb der Fortpflanzungszeit wandern die Tiere weit umher und gelangen bis an kanadische Küsten.

## Lebensweise
Kalifornische Seelöwen bevorzugen Sandstrände und entfernen sich selten weit von der Küste. Beim Beutefang tauchen sie etwa 40 m tief und suchen nach Fischen und Tintenfischen. Oft tauchen die Seelöwen in Gruppen und kreisen gemeinsam Fischschwärme ein. Kalifornische Seelöwen gelten als die elegantesten und schnellsten Robben. Bei einem Exemplar wurde schon mal 40 km/h gemessen.
Das Fortpflanzungsverhalten ähnelt dem der anderen Ohrenrobben: Die Männchen treffen einige Tage vor den Weibchen an den Küsten ein. Sobald die Weibchen eintreffen, beginnen die Männchen, um ihre Reviere zu kämpfen. Im Verlauf dieser Kämpfe werden jüngere und schwächere Männchen an ungünstige Plätze an den Rand der Kolonie gedrängt. Die Weibchen, die sich in der Umgebung des siegreichen Bullens befinden, bilden seinen Harem.
In den Kolonien leben die Seelöwen dicht gedrängt; einem Individuum steht selten mehr als 1 m² zur Verfügung. Im Schnitt umfasst ein Harem 16 Weibchen; abhängig von der Lage des Territoriums können es auch erheblich mehr oder sehr viel weniger sein. Durch die vorausgegangenen Kämpfe ist gesichert, dass die stärksten Männchen die größten Harems unterhalten. 
Die Weibchen bringen kurz nach dem Landgang ihre Jungen zur Welt (wie bei allen Robben nur ein Junges je Weibchen), kümmern sich schätzungsweise sieben Tage intensiv um den Nachwuchs und paaren sich dann mit dem Bullen. Die Jungen sind nach zwei Wochen sehr selbständig und bilden kleine Verbände, in denen sie gemeinsam umherlaufen und spielen.

## Systematik
Traditionell wurden der Kalifornische Seelöwe, der Galápagos-Seelöwe (Zalophus wollebaeki) und der ausgestorbene Japanische Seelöwe (Zalophus japonicus) als Unterarten einer gemeinsamen Art geführt, was aber umstritten war. Schon Wilson & Reeder 2005 klassifizierten die drei Populationen als eigene Arten, folgend der Sichtweise von D. W. Rice.
Eine molekulargenetische Studie kam zum Schluss, dass die SNPs der Mitochondrien und Zellkerne eine Auftrennung in mehrere Arten rechtfertigen. Laut molekularer Uhr haben sich der Kalifornische und der Galápagos-Seelöwe vor rund 2,3 (± 0,5) Millionen Jahren getrennt.

## Menschen und Seelöwen
Wenn in einem Zoo oder Zirkus Seelöwen vorgeführt werden, handelt es sich fast immer um diese Art, da sie weniger aggressiv und leichter zähmbar als andere Seelöwen ist.
Der Kalifornische Seelöwe wurde lange wegen seiner Haut und seines Trans bejagt. Die Robbenjäger haben dabei während des 19. Jahrhunderts beinahe das Aussterben der Art herbeigeführt. Die kalifornische Population war am Anfang des 20. Jahrhunderts in freier Wildbahn extrem klein, so gab es 1908 auf den Channel Islands nur noch einen einzigen Seelöwen. Inzwischen gibt es wieder 75.000 Seelöwen an den US-amerikanischen Küsten (davon etwa 70.000 auf den Channel Islands) und 85.000 an mexikanischen Küsten.